# Kacper Smoliński
Pour les articles homonymes, voir Smoliński.
Kacper Smoliński, né le 7 février 2001 à Police en Pologne, est un footballeur polonais qui évolue au poste de milieu offensif au Pogoń Szczecin.

## Biographie

### Carrière en club
Né à Police en Pologne, Kacper Smoliński est formé par le Pogoń Szczecin. Il joue son premier match le 29 juin 2020, lors d'une rencontre de championnat face au KS Cracovie. Il entre en jeu et son équipe s'incline sur le score de deux buts à un. Le 12 juillet 2020, Smoliński inscrit son premier but en professionnel, contre le Śląsk Wrocław. Il entre en jeu et permet à son équipe d'égaliser en fin de match (2-2 score final). Le 6 février 2021, Smoliński donne la victoire à son équipe en étant l'unique buteur du match face au KS Cracovie, en championnat.
Le 2 septembre 2021, Kacper Smoliński prolonge son contrat avec le Pogoń Szczecin jusqu'en juin 2024 avec une option d'un an supplémentaire.
Victime d'une déchirure du ligament croisé du genou le 26 septembre 2021, lors de la victoire de son équipe face au Wisła Cracovie (0-1 score final), Smoliński est absent pendant plus de huit mois. Il fait son retour à la compétition en mai 2022, avec un match de l'équipe réserve du Pogoń Szczecin.

### En sélection
En novembre 2020, Kacper Smoliński est convoqué pour la première fois avec l'équipe de Pologne espoirs. Il joue son premier match avec l'équipe de Pologne espoirs contre l'Arabie Saoudite, le 26 mars 2021. Il entre en jeu et son équipe s'impose largement par sept buts à zéro.
Le 7 septembre 2020, Smoliński inscrit son premier but avec les espoirs contre Israël. Il est l'unique buteur polonais mais ne permet pas à son équipe de l'emporter (défaite 1-2 score final),.